# D/Generation
D/Generation is een videospel voor verschillende platforms. Het spel werd in 1991 uitgebracht voor DOS. Later volgde ook andere platforms. Het spel is een actiespel dat zich afspeelt in het jaar 2021. De speler speelt een koerier die een pakketje bij een gebouw moet afleveren. Plotseling zit hij vast in een gebouw. Het spel bestaat uit tien levels. Elk level bevat puzzels. Het speelveld wordt isometrisch weergegeven.

## Platforms
| Jaar | Platform        |
| ---- | --------------- |
| 1991 | DOS             |
| 1992 | Amiga, Atari ST |
| 1993 | Amiga CD32      |
| 1994 | Windows 3.x     |

## Ontvangst
| Beoordeeld door     | Platform    | Datum         | Score |
| ------------------- | ----------- | ------------- | ----- |
| Defunct Games       | Amiga CD32  | 8 juni 2008   | 97%   |
| Datormagazin        | Amiga       | juli 1992     | 93%   |
| Joystick (Frans)    | Amiga       | juli 1992     | 92%   |
| PC Zone             | Windows 3.x | mei 1994      | 85%   |
| Génération 4        | Amiga       | juli 1992     | 82%   |
| Amiga Joker         | Amiga       | juli 1992     | 81%   |
| Power Play          | DOS         | juli 1992     | 78%   |
| Power Play          | Atari ST    | oktober 1992  | 78%   |
| Amiga Joker         | Amiga CD32  | november 1993 | 77%   |
| Pixel-Heroes.de     | DOS         | januari 2010  | 70%   |
| PC Player (Germany) | Windows 3.x | april 1994    | 62%   |